# مؤتمر الأمم المتحدة للتغير المناخي 2022
مؤتمر الأمم المتحدة للتغير المناخي 2022 المعروف أيضًا باسم COP27 هو مؤتمر الأمم المتحدة السابع والعشرون للتغير المناخي، عقد في الفترة من 6 حتى 18 نوفمبر 2022 في مدينة شرم الشيخ المصريَّة.

## الرئاسة
تولت جمهورية مصر العربية رئاسة الدورة السابعة والعشرين لمؤتمر الأمم المتحدة للتغير المناخي 2022 وتولى رئاستها وزير الخارجية المصري سامح شكري عقب تسلمه القيادة من الجانب البريطاني.

## المشاركات

### الدول المشاركة
كان من المفترض ان يحضر القمة ما يقارب من 197 من ممثلي الدول يشملهم أكثر من 120 من رؤساء الدول ورؤساء الحكومات، من بينهم محمد بن زايد بن سلطان آل نهيان، رئيس دولة الإمارات العربية المتحدة، ومحمد بن سلمان، ولي العهد في المملكة العربية السعودية، مشعل الأحمد جابر الصباح نائب رئيس دولة الكويت، وإيمانويل ماكرون الرئيس الفرنسي، وجو بايدن رئيس الولايات المتحدة الأمريكية، إضافة إلى عدد من المنظمات والجمعيات التي تُشارك في المؤتمر.

### الدول غير المشاركة
من أبرز الدول لم تُشارك في قمة المناخ الصين، وروسيا، والهند وأوكرانيا، رغم أهمية مشاركة الصين والهند نظرا لكونهما من أكبر الدول صناعيًا وأكثرها انتاجًا للانبعاثات الكربونيّة. أعلن رئيس الوزراء البريطاني ريشي سوناك عدم مشاركته بالقمة لكنّه تراجع عن قراره لاحقًا.

## الهدف من إقامة المؤتمر
لكي يتم مناقشة التغير المناخي، ووضع سياسات واستراتيجيات مستدامة لمواجهة الأضرار الناجمة عن التغييرات المناخية ومواجهة الاحتباس الحراري، وزيادة الانبعاثات الكربونية وسبل معالجتها، كذلك الوصول لإتفاق يساعد على زيادة نسبة تخفيض معدلات انبعاثات الغازات الدفيئة وثاني أكسيد الكربون، مما يساهم في تقليل معدل زيادة درجة حرارة الكوكب إلى أقل من 1.5 درجة مئوية.
كما أعلن الرئيس عبد الفتاح السيسي خلال القمة أن هناك هدف أساسي للقمة وهو وضع خارطة طريق لتنفيذ الاجراءات المتفق عليها والتي سبق مناقشتها في مؤتمر الأمم المتحدة للتغير المناخي 2015 في باريس لذلك أطلق عليها الرئيس (قمة التنفيذ).

## أبرز أحداث المؤتمر
- دعوة الرئيس المصري عبد الفتاح السيسي قادة الدول للسعي من أجل ان تتوقف الحرب الروسية الأوكرانية كي يتوقف أعمال القتل والدمار والتخريب والتي تأثرت بها شعوب العالم ولا سيما الدول النامية.[21]
- افتتاح جناح المياه بالمنطقة الزرقاء، وإطلاق مبادرة «العمل من أجل التكيف مع المياه والصمود».[22]
- تدشين مشروع إنتاج الوقود الأخضر بالمنطقة الاقتصادية لقناة السويس.[23]
- توقيع عقد لإدارة وتشغيل الخط الأول من شبكة القطار الكهربائي السريع بالتحالف مع شركة دويتشه بان الألمانية والسويدي إليكتريك.[24]
- تدشين منظومة إدارة وشحن السيارات الكهربائية بمدينة شرم الشيخ.[25]
- إعلان الرئيس الأمريكي عن تقديم مساعدات قيمتها 500 مليون دولار لمصر للمساهمة في التحويل إلى الطاقة النظيفة.[26][27]
- إخراج عضو البرلمان عمرو درويش من مؤتمر سناء سيف شقيقة علاء عبد الفتاح عقب حدوث اشتباك كلامي ببينهما والذي كان قد وضح رأيه فيما يتعلق بهذا المؤتمر قائلَا: «إنّ علاء هذا سجين جنائي لا يستحق عفو رئاسي، واستدعاء الغرب على مصر سيجعل الجميع يقف ضد أي شخص يستدعي الغرب على مصر» ما دفعَ مفوض حقوق الإنسان للأمم المتحدة إلى استدعاء الأمن الخاص بالأمم المتحدة لإخراجه خارج القاعة بعد رفضهم لتصريحاته ومقاطعاته المستمرّة لسناء.[28][29]
- انطلاق مبادرة السعودية الخضراء في مدينة شرم الشيخ والذي اعتزمت فيه المملكة العربية السعودية تدشين ثلاث مشاريع لخدمة العمل المناخي.[30]

## انتقادات

### الانتقادات الحقوقيّة
أعربت هيومن رايتس ووتش قُبيل انعقاد القمّة عن مخاوفها بشأن حالة حرية التعبير في مصر، إلى جانب الوضع الأوسع لحقوق الإنسان، وتساءلت إلى أي مدى يمكن الاحتجاج للمطالبة بتحسينِ تلك الوضعيّات. شملت القضايا التي أثارها النقاد والحقوقيين وغيرهم من متابعي الشأن العام النظام السياسي الاستبدادي، والسجن الجماعي، والقيود المفروضة على المجتمع المدني والمعارضَة منذ انقلاب 2013 العسكري الذي قاده عبد الفتاح السيسي. أفادت منظمات حقوقية دولية أن هناك حوالي 60 ألف سجين سياسي في مصر. انتقد الناشط المصري المسجون علاء عبد الفتاح هذا المؤتمر الذي يُقام في مصر، وصرَّح بأنه «من بين جميع الدول القادرة على استضافة هذا المؤتمر، اختاروا الدولة التي تمنعُ الاحتجاج وتسجن الجميع، مما يُظهر كيف يتعامل العالم مع هذه القضيّة». على نفس الجانب فقد وقَّع عددٌ من الكتاب والصحفيين والمثقفين والساسة وغيرهم على رسالةٍ تُوضّح بالتفصيل مخاوفهم بشأن عقد المؤتمر في مصر، وكانَ من بين الموقّعين الكاتبة الكنديّة نعومي كلاين وعالِم البيئة الأمريكي بيل ماكيبين والنائبة عن حزب الخضر البريطاني كارولين لوكاس.
كتب الناشط البيئي جيروم فوستر (الثاني) والناشط البريطاني في العدالة المناخية إيليا ماكنزي جاكسون في الخامس عشر من تموز/يوليو 2022 خطابًا إلى اتفاقية الأمم المتحدة الإطارية بشأن التغيّر المناخي يُدينانِ فيها اختيار مصر لاستضافة مؤتمر الأمم المتحدة. طالبت الرسالة الموجَّهة إلى باتريشيا إسبينوزا، الأمينة التنفيذية لاتفاقية الأمم المتحدة الإطارية بشأن تغير المناخ، نقل المؤتمر إلى بلد أفريقي آخر أكثر أمانًا بسببِ مخاوف بشأن حقوق مجتمع الميم و‌حقوق المرأة وقمع الحقوق المدنية. في نفس السياق فقد اعتبرت مجموعات حقوقية مختلفة بما في ذلك منظمة العفو الدولية، أن مؤتمر الأمم المتحدة فرصة لمصر لرفع القيود المفروضة على الفضاء المدني، ودعت إلى إطلاق سراح سجنائها السياسيين وخلق بيئة آمنة للمدافعين عن الحقوق والحريّات بشكل عام. كشفت بعضُ التقارير أن مصر وخلال عمليّة التسجيل لحضور المؤتمر، استبعدت بعض منظمات المجتمع المدني التي تنتقد الحكومة المصرية من حضور المؤتمر، حيثُ اختارت وزارات الخارجية والبيئة والتضامن الاجتماعي في مصر بشكل خاص المنظمات غير الحكومية التي تم التحقّق منها والتي سيُسمح لها بتقديم طلب تسجيل لمرة واحدة لحضور قمّة المناخ، بينما لم يتم الإعلان عن عملية التقديم ومعايير الاختيار.
نشرت هيومن رايتس ووتش يوم 12 أيلول/سبتمبر 2022 تقريرًا يستندُ إلى مقابلاتٍ مع أكثر من عشرة ناشطين وأكاديميين وعلماء وصحفيين يعملون في قضايا البيئة في مصر، وفقًا للتقرير فإنّ القيود الشديدة التي فرضتها الحكومة المصرية على المنظمات غير الحكومية المستقلّة، بما في ذلك الجماعات البيئية، حدَّت بشدة من قدرة المنظمات على القيام بالدعوة المستقلة، والعمل الميداني الضروري لحماية البيئة الطبيعية. واجهت الحكومة المصرية انتقاداتٍ بشأن عدم اتخاذ إجراءات بخصوص تغير المناخ وتقليل استخدام الوقود الأحفوري. كاستراتيجيةٍ للتعافي من جائحة فيروس كورونا، زادت الحكومة المصرية في أسعار الفنادق، وهو ما أدى إلى مخاوف بشأن القدرة على تحمّل تكاليف المؤتمر. صرَّح مدير البيئة في منظمة هيومن رايتس ووتش ريتشارد بيرسهاوس في تشرين الأول/أكتوبر 2022 أن مصر هددت بعرقلة العمل المناخي العالمي الهادف عن طريق إسكات دعاة حماية البيئة المستقلين في البلاد قبل انعقاد المؤتمر، وأضاف: «حقوق الإنسان مقابل العمل المناخي نقاش زائف... نحن بحاجة إلى أناس في الشوارع، ودعاة حماية بيئيين ونشطاء حقوقيين مستقلين، ومقاضاة إستراتيجية ومحاكم مستقلة لإحداث التغيير».
ألغت الحكومة المصرية فعاليات قمة الأمم المتحدة للمناخ في نوفمبر 2022 بعد تشديد الإجراءات الأمنية في أيام الافتتاح. كان من المقرر أن يبدأ COP27 في 6 نوفمبر في شرم الشيخ. أعربت المنظمات غير الحكومية عن مخاوفها بدعوى أنها استهدفت قوائم الأحداث الخاصة بها من أجل معالجة القضايا الرئيسية في المؤتمر الذي استمر أسبوعين. يُخشى أن يؤدي إلغاء الحدث إلى تقييد النقاش ودور الجهات الفاعلة غير الحكومية. يقال إن الوصول إلى وسائل الإعلام في الأجنحة له قيود شديدة أيضًا.
انتقد المصري الأمريكي شريف عثمان السلطات المصرية قبل أن تستضيف البلاد مؤتمر المناخ السابع والعشرين. كما حث الناس على تنظيم مظاهرات خلال القمة. وقال في مقطع فيديو على قناته على موقع يوتيوب "على الناس أن يستيقظوا وينزلوا إلى الشوارع". في 6 نوفمبر 2022 ، اعتقلت السلطات الإماراتية عثمان خارج مطعم في دبي. وطلبت مصر ، وهي كيان تابع لجامعة الدول العربية ، إلقاء القبض على المتهمين بتهم من بينها "التحدث بالسلب ضد المؤسسات الحكومية" ، وقالت خطيبة عثمان ، سايجا فيرتا ، إنها تخشى أن يواجه احتمال تسليمه إلى مصر.,

### الرد الحكومي
جاء الرد على الانتقادات التي وجّهتها المنظمات الدوليّة لمصر على لسان وزير خارجيّها سامح شكري حيث عقد حديث صحفي مع قناة سي إن إن علي خلفية المؤتمر، فجاء الرد على تلك الانتقادات المتعلقة بحقوق الإنسان بأن «مسألة اعتقال علاء عبد الفتاح هي مسألة قضائية وأن الفصل بين السلطات هو من أساس قيام الدولة»، وأضافَ أنّه «ثبت إدانته قضائيًا في بعض القضايا التي تمسّ أمن البلاد»، و«أنه لا يوجد مانع من ممارسته لحقوقه القضائية. كما أنّ علاء عبد الفتاح لم يقدم طلبا للحكومة المصرية للحصول على الجنسية البريطانية مما يخالف قواعد الدولة حيث نص القانون على أنه لا يجوز لمصري أن يتجنس بجنسية أجنبية إلا بعد الحصول على إذن بذلك يصدر بقرار من وزير الداخلية، كما يظل مواطنًا مصريًا ما لم يقرر مجلس الوزراء إسقاط الجنسية». ذكر سامح أنّ علاء حصل علي الجنسية البريطانية أثناء قضاءه فترة العقوبة الخاصة به وهذا غير جائز، وأفاد وزير الخارجية بأن «مصر شفافة جدًا في طريقة تعاملها مع قضايا حقوق الإنسان». فيما يتعلق بعرقلة العمل المناخي التقى رئيس الوزراء المصري ممثلي الشركات العالمية والمحلية الراعية للقمة. والذين أكدوا أن مصر أصبحت تلعب دورًا محوريًا في قضية المناخ، كما دشَّنَ الرئيس المصري أول مشروع وقود أخضر.
كما أصدرت البعثة المصرية في الأمم المتحدة بيانا ترفض فيه بيان المفوضية السامية لحقوق الإنسان فولكر تورك والذي اعتبرته مصر إهانة غير مقبولة وجاء نص البيان على:
«يبدو أن المفوض السامي اعتمد على معلومات لا أساس لها مستمدة من مصادر تروج لمزاعم كاذبة، ونوه بيان بعثة مصر إلى أن حقيقة أن المفوض السامي يصدر بيانات نهائية مصورة على أنها حقائق دون أي دليل يقوض مصداقيته، ومصداقية المؤسسة التي يمثلها نيابة عن المجتمع الدولي، ومن المفترض ان المفوض السامي بصفته موظفًا دوليًا، أن يحترم ولايته، وأن يظهر الاحتراف عند بدء فترة عمله، والاعتماد فقط على مصادر المعلومات الموثوقة في المستقبل، والامتناع عن التعليق على القضايا التي تمت محاكمتها أمام المحاكم المصرية والأحكام الصادرة، في محاولة الدعوة لانتهاك القوانين الوطنية، كما ندعوه إلى التركيز على تعزيز حقوق الإنسان وحمايتها من خلال التعاون والحوار.»
وذلك بعد ان اصدر المفوض السامي لحقوق الإنسان بيانا يطالب فيه الحكومة المصرية بالإفراج عن المسجون علاء عبد الفتاح.